# Espinhel (Águeda)
Espinhel é uma povoação portuguesa do Município de Águeda que foi sede da Freguesia de Espinhel, freguesia que tinha 12,39 km² de área e 2 482 habitantes (2011), e, por isso, uma densidade populacional de 200,3 hab./km².
A Freguesia de Espinhel foi extinta (agregada), em 2013, no âmbito de uma reforma administrativa nacional, tendo sido agregada à freguesia de Recardães, para formar uma nova freguesia denominada União das Freguesias de Recardães e Espinhel.

## Localização
Localizada na zona sudoeste do município, Espinhel tem como vizinhos as localidades de Óis da Ribeira e Águeda a norte, Recardães a leste, Barrô a sueste e Fermentelos a oeste, e o Município de Oliveira do Bairro a sudoeste. A freguesia é banhada pelo rio Águeda.
A localidade de Casal de Álvaro, desta antiga freguesia, foi anteriormente vila e sede de concelho.

## População
| População da freguesia de Espinhel (1864 – 2011) | População da freguesia de Espinhel (1864 – 2011) | População da freguesia de Espinhel (1864 – 2011) | População da freguesia de Espinhel (1864 – 2011) | População da freguesia de Espinhel (1864 – 2011) | População da freguesia de Espinhel (1864 – 2011) | População da freguesia de Espinhel (1864 – 2011) | População da freguesia de Espinhel (1864 – 2011) | População da freguesia de Espinhel (1864 – 2011) | População da freguesia de Espinhel (1864 – 2011) | População da freguesia de Espinhel (1864 – 2011) | População da freguesia de Espinhel (1864 – 2011) | População da freguesia de Espinhel (1864 – 2011) | População da freguesia de Espinhel (1864 – 2011) | População da freguesia de Espinhel (1864 – 2011) |
| ------------------------------------------------ | ------------------------------------------------ | ------------------------------------------------ | ------------------------------------------------ | ------------------------------------------------ | ------------------------------------------------ | ------------------------------------------------ | ------------------------------------------------ | ------------------------------------------------ | ------------------------------------------------ | ------------------------------------------------ | ------------------------------------------------ | ------------------------------------------------ | ------------------------------------------------ | ------------------------------------------------ |
| 1864                                             | 1878                                             | 1890                                             | 1900                                             | 1911                                             | 1920                                             | 1930                                             | 1940                                             | 1950                                             | 1960                                             | 1970                                             | 1981                                             | 1991                                             | 2001                                             | 2011                                             |
| 1.213                                            | 1.263                                            | 1.239                                            | 1.345                                            | 1.419                                            | 1.422                                            | 1.593                                            | 1.810                                            | 1.949                                            | 2.146                                            | 2.336                                            | 2.472                                            | 2.634                                            | 2.799                                            | 2.482                                            |

| Distribuição da População por Grupos Etários | Distribuição da População por Grupos Etários | Distribuição da População por Grupos Etários | Distribuição da População por Grupos Etários | Distribuição da População por Grupos Etários | Distribuição da População por Grupos Etários | Distribuição da População por Grupos Etários | Distribuição da População por Grupos Etários | Distribuição da População por Grupos Etários | Distribuição da População por Grupos Etários |
| -------------------------------------------- | -------------------------------------------- | -------------------------------------------- | -------------------------------------------- | -------------------------------------------- | -------------------------------------------- | -------------------------------------------- | -------------------------------------------- | -------------------------------------------- | -------------------------------------------- |
| Ano                                          | 0-14 Anos                                    | 15-24 Anos                                   | 25-64 Anos                                   | > 65 Anos                                    |                                              | 0-14 Anos                                    | 15-24 Anos                                   | 25-64 Anos                                   | > 65 Anos                                    |
| 2001                                         | 473                                          | 403                                          | 1 509                                        | 414                                          |                                              | 16,9%                                        | 14,4%                                        | 53,9%                                        | 14,8%                                        |
| 2011                                         | 300                                          | 301                                          | 1 393                                        | 488                                          |                                              | 12,1%                                        | 12,1%                                        | 56,1%                                        | 19,7%                                        |

Média do País no censo de 2001:   0/14 Anos-16,0%;  15/24 Anos-14,3%;  25/64 Anos-53,4%;  65 e mais Anos-16,4%
Média do País no censo de 2011:    0/14 Anos-14,9%;  15/24 Anos-10,9%;  25/64 Anos-55,2%;  65 e mais Anos-19,0%
(Fonte: INE)

## Lugares
- Casainho de Baixo
- Casal de Álvaro
- Espinhel
- Oronhe
- Paradela
- Vascos
- Piedade

## Património
- Igreja de Nossa Senhora da Conceição (matriz)
- Capelas de Nossa Senhora da Conceição e de Oronhe
- Cruzeiro do Casal de Álvaro
- Capelas de São Pedro, de Nossa Senhora da Piedade, de Santa Eufémia, de São Lourenço e de Santa Luzia
- Quinta do Morangal com capela
- Cidade da Goixa
- Parque da Pateira
- Trecho do rio Águeda

## Associativismo
- Paróquia de Espinhel
- ARCEL - Associação Recreativa e Cultural de Espinhel
- GCJA - Grupo Coral Jovem da ARCEL
- ARCÉNICA - Grupo de Arte Cénica da ARCEL